# Zelim Kotsoyev
Zelim Kotsoyev (también escrito como Zelym Kotsoyev; en ruso: Зелим Коцоев; Beslán, Rusia, 9 de agosto de 1998) es un deportista azerbaiyano de origen osetio que compite en judo.
Participó en dos Juegos Olímpicos de Verano, en los años 2020 y 2024, obteniendo una medalla de oro en París 2024, en la categoría de –100 kg.
Ganó cuatro medallas en el Campeonato Mundial de Judo, entre los años 2022 y 2025, y cinco medallas en el Campeonato Europeo de Judo entre los años 2018 y 2025.

## Palmarés internacional
| Juegos Olímpicos   | Juegos Olímpicos        | Juegos Olímpicos  | Juegos Olímpicos |
| Año                | Lugar                   | Medalla           | Categoría        |
| ------------------ | ----------------------- | ----------------- | ---------------- |
| 2024               | París (Francia)         | Medalla de oro    | –100 kg          |
| Campeonato Mundial |                         |                   |                  |
| Año                | Lugar                   | Medalla           | Categoría        |
| 2022               | Taskent (Uzbekistán)    | Medalla de bronce | –100 kg          |
| 2023               | Doha (Catar)            | Medalla de bronce | –100 kg          |
| 2024               | Abu Dabi (EAU)          | Medalla de oro    | –100 kg          |
| 2025               | Budapest (Hungría)      | Medalla de bronce | –100 kg          |
| Campeonato Europeo |                         |                   |                  |
| Año                | Lugar                   | Medalla           | Categoría        |
| 2018               | Tel Aviv (Israel)       | Medalla de bronce | –100 kg          |
| 2020               | Praga (República Checa) | Medalla de bronce | –100 kg          |
| 2021               | Lisboa (Portugal)       | Medalla de bronce | –100 kg          |
| 2023               | Montpellier (Francia)   | Medalla de oro    | –100 kg          |
| 2025               | Podgorica (Montenegro)  | Medalla de plata  | –100 kg          |